# 지라이야 (나루토)
지라이야(自来也)는 만화 《나루토》의 등장인물이다. 모티브는 작가 키시모토 마사시가 즐겨 하던 게임 천외마경 시리즈의 등장인물인 지라이야의 이름에서 따왔다.
성우: 오오츠카 호오츄 / 장광
오로치마루, 츠나데와 함께 전설의 3닌자이며, 나루토의 스승이다. 아카츠키에 대한 정보를 캐내기 위하여 비 마을에 잠입했다가 들켜 페인 육도와 싸움을 벌인다. 싸움 도중 페인의 정체가 나가토임을 알아 내지만, 자신이 포획한 축생도를 제외한 나머지 5명의 검은 봉 형태인 차크라 수신기에 찔려 전사한다. 소환수로 두꺼비 가마분타와 계약을 맺었다. 나미카제 미나토와 그의 아들이자 나루토의 주인공 우즈마키 나루토와 하루토 카이의아들인 하루토 레이의 스승이다. 비 마을을 침공한 속죄의 의미로써 전쟁고아 3명이자, 훗날 작품의 메인 빌런 단체인 아카츠키를 설립하게 되는 야히코, 나가토, 코난에게 술법을 가르친 스승이기도 하다.